# 藤田俊祐
藤田 俊祐（ふじた しゅんすけ、2002年3月4日 - ）は、東京都出身のボートレーサー。登録第5226号。血液型A型。千葉工業大学中退。同期には若林樹蘭らがいる。

## 来歴
- 2021年9月23日、選手登録。129期。
- 2021年11月7日からボートレース多摩川で開催された 一般戦「関東日刊紙ボートレース記者クラブ杯」でデビュー。初出走は5着。
- 2022年9月4日からボートレース徳山で開催された 一般戦「マンスリーBOATRACE杯争奪戦」3日目、4号艇・4コースから水神祭を上げる。決まり手はまくり。3連単は79番人気の3万2190 円 。[1]。
- 2022年12月19日、ボートレース多摩川の2023フレッシュルーキーに選出[2]される。
- 2023年7月21日からボートレース多摩川で開催された 一般戦「第18回マンスリーBOATRACE杯争奪戦」で初優出。4号艇4コースから6着。
- 2023年12月25日、ボートレース多摩川の2024フレッシュルーキーに選出[3]される。

## 人物・エピソード
- 養成所時代の勝率は6.99。養成所チャンプ決定戦では３着。[4]
- ボートレースとオートレースが大好きな父親と祖父の勧めでこの世界に飛び込んだ。
- 2022年1月に結婚。同年6月に長女が誕生。[5]

- 趣味は旅行、映画鑑賞。[6]